# Bothriurus bocki
Espèce
Bothriurus bocki est une espèce de scorpions de la famille des Bothriuridae.

## Distribution
Cette espèce se rencontre en Bolivie et au Pérou.

## Description
La femelle mesure 41 mm.

## Étymologie
Cette espèce est nommée en l'honneur de Charles Bock.

## Publication originale
- Kraepelin, 1911 : Neue Beitrage zur Systematik der Gliederspinnen. Mitteilungen aus dem Naturhistorischen Museum in Hamburg, vol. 28, p. 57-107 (texte intégral).